# 서울관광대상
서울관광대상은 서울시가 글로벌 관광도시로서의 국제적인 위상을 정립하기 위하여 제정한 도시관광 전문 시상식이다.

## 개요
2008년에 시작된 서울관광대상은 아시아, 태평양 지역에서 관광에 기여한 개인 및 기업을 대상으로 시상을 하고 있다.
2008년 수상자로는 최고 공로상에 아랍에미리트의 알막툼 수상, 서울관광 최고 공로자에 PMC 프로덕션의 송승환 대표, 국제도시관광 특별상은 PATA 전 회장인 피터 드종이 수상하였다. 이 밖에 서울관광에 기여한 국내 연예인은 장나라, 해외 연예인은 성룡이 수상을 하였으며 인기관광도시는 홍콩, 인기 도시 랜드마크는 도쿄타워가 수상하는 영예를 안았다. 서울관광대상은 매년 6월에 개최되는 명실공히 아태지역 최고의 도시관광 시상식이다.